# Brasão de Guanhães
O Brasão de Guanhães é um dos símbolos oficiais desse município brasileiro localizado no interior do estado de Minas Gerais. Foi instituído através da Lei nº 1.663, de 15 de fevereiro de 1993, tendo sido elaborado por Rômulo Aguiar Generoso.

## Características
O brasão possui, em sentido horário a partir do quartel acima e à esquerda, uma cruz alta, de ouro, sobre fundo azul. Sob o braço destro dessa cruz há uma espada, e sob o direito há uma balança. No quartel seguinte, há um pé de milho estilizado sobre fundo prata. Abaixo deste quartel há dois montes de ouro sobre fundo azul, enquanto que no último quartel há uma cabeça de bovino estilizada.
Sobre o escudo está disposta uma coroa mural de cinco torres, e sob o escudo há um listeu azul com os dizeres "LABOR OMNIA VINCIT" ao centro, as datas "25-10-1875" e "13-09-1881" abaixo e à direita, e o nome do município "GUANHÃES" abaixo e à esquerda dos dizeres em latim.
O brocante possui, de ambos os lados, figura estilizada de indígenas.